# Okanagan Mountain
Okanagan Mountain är ett berg i Kanada.   Det ligger i provinsen British Columbia, i den södra delen av landet, 3 300 km väster om huvudstaden Ottawa. Toppen på Okanagan Mountain är 1 576 meter över havet, eller 636 meter över den omgivande terrängen. Bredden vid basen är 8,0 km.
Terrängen runt Okanagan Mountain är kuperad åt sydväst, men åt nordost är den bergig. Närmaste större samhälle är West Kelowna, 16,4 km norr om Okanagan Mountain.
I omgivningarna runt Okanagan Mountain växer i huvudsak barrskog. Runt Okanagan Mountain är det mycket glesbefolkat, med 4 invånare per kvadratkilometer.